# فرانکونی

پرچم فرانکونی

فرانکونی (فرانسوی: Franconie؛ آلمانی:Franken) امروزه بیشتر به بخش شرقی منطقهٔ تاریخی دوک‌نشین فرانکن در آلمان گفته می‌شود. برپایهٔ تقسیم‌بندی‌های اداری بایرن، فرانکونی سفلی (به آلمانی: Unterfranken) با مرکزیت وورتسبورگ، فرانکونی میانه (به آلمانی: Mittelfranken) با مرکزیت آنسباخ و فرانکونی علیا (به آلمانی: Oberfranken) با مرکزیت بایرویت شناخته می‌گردد. دو شهر بزرگ فرانکونی وورتسبورگ و نورنبرگ می‌باشند. 

## نگارخانه

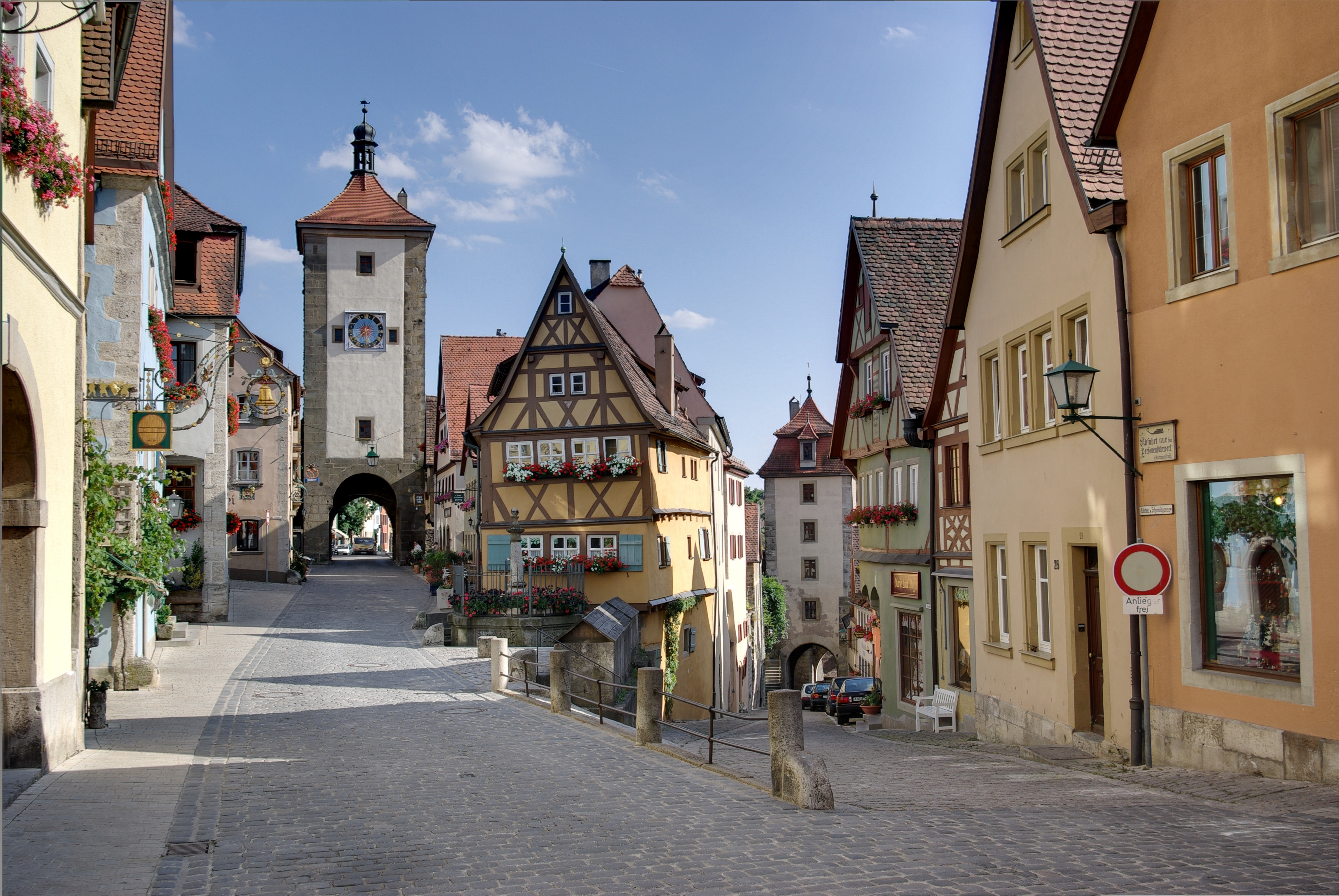
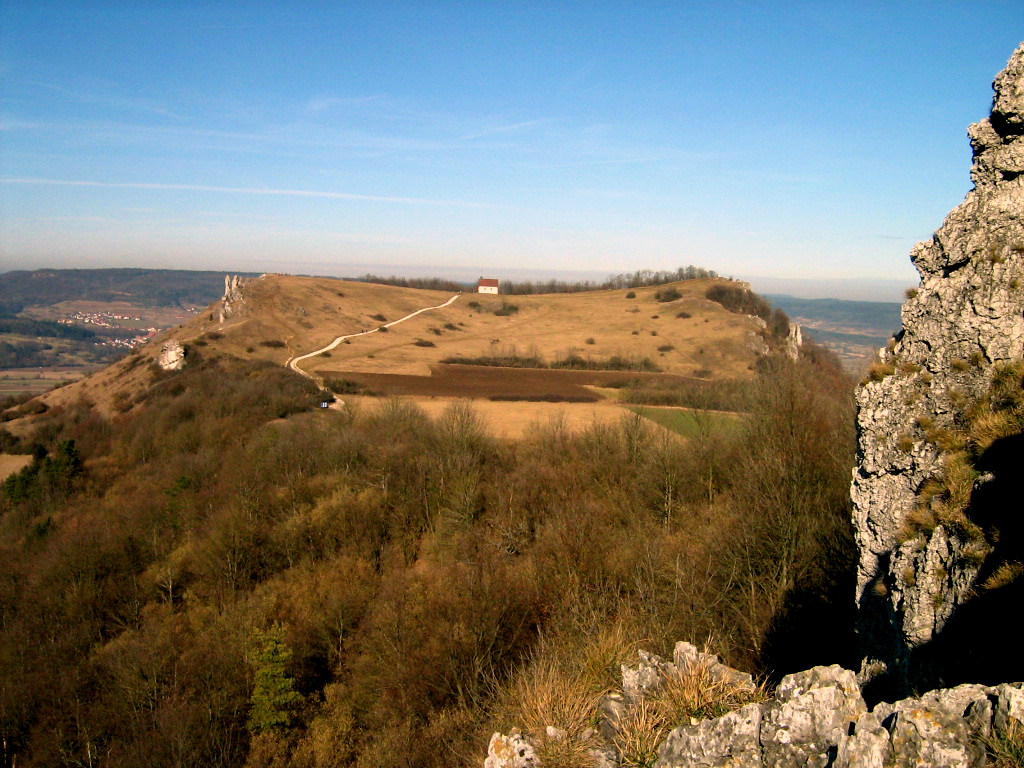
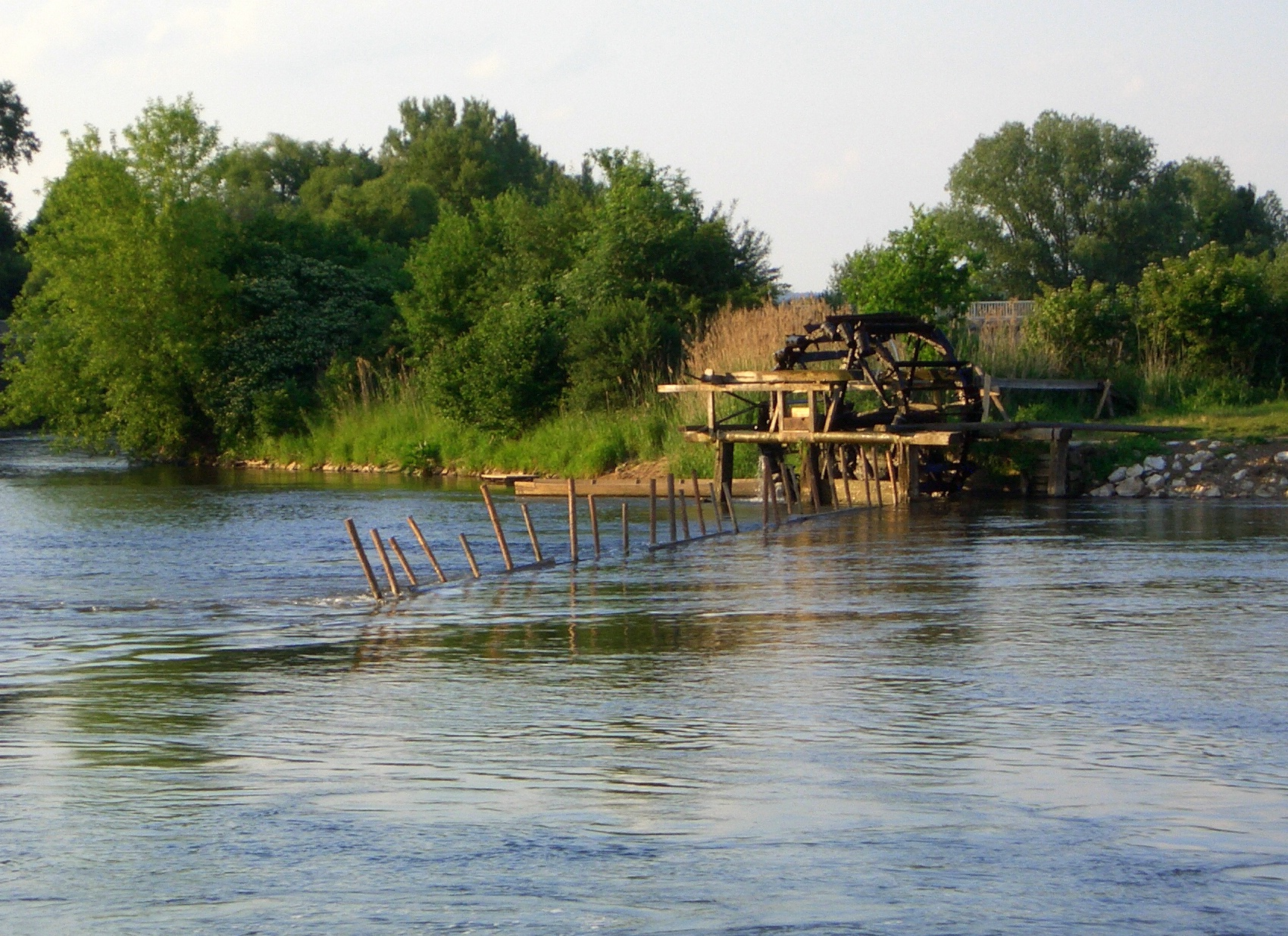
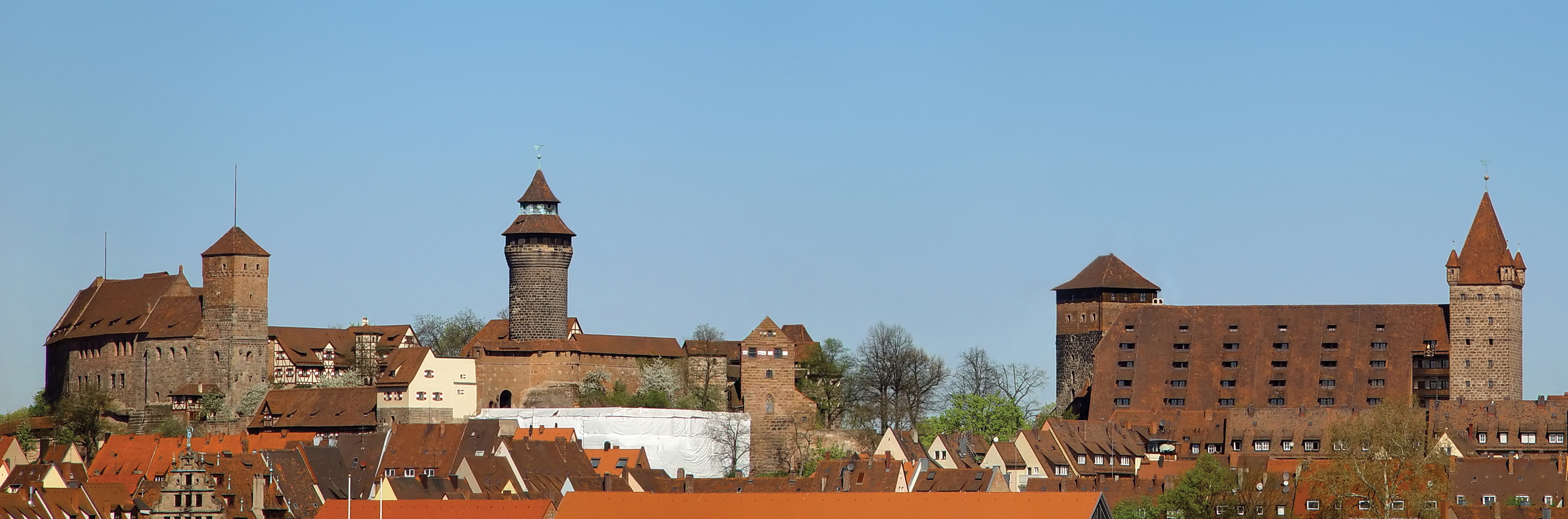